# Swarm
Swarm é uma missão da Agência Espacial Europeia para estudar o campo magnético da Terra. Seu conceito é a implantação de três satélites em diferentes órbitas polares entre 450 e 550 km de altitude.
SWARM está planeado para ser lançado a 14 de Novembro 2013.